# Le Journal intime de Georgia Nicolson
Pour les articles homonymes, voir Nicolson.
Le Journal intime de Georgia Nicolson (Confessions of Georgia Nicolson) est une série de livres visant le public adolescent écrite par l'auteur Louise Rennison entre 1999 et 2009. Elle relate les aventures d'une adolescente, Georgia, sur un ton que son public (plus large que celui visé par l'auteur) revendique comme étant le plus décapant de ces dix dernières années.
Il y est question de boutons sournois qui refusent de mûrir, de sa vie de famille (ses parents Mutti et Vati le dingo, sa petite sœur génératrice de catastrophes à haute teneur fécale, et son chat sauvage écossais qui terrorise les chiens du coin), de beaux jeunes hommes et de stratagèmes improbables pour les attirer à elle, Georgia, et à sa bande de poteaux en jupons, Jas, Rosie, Ellen, Jools et Mabs.

## Tomes
1. Mon nez, mon chat, l'amour et… moi (Angus, Thongs and Full-Frontal Snogging)
2. Le bonheur est au bout de l'élastique (It's OK, I'm Wearing Really Big Knickers - US : On the Bright Side, I'm Now the Girlfriend of a Sex God)
3. Entre mes nunga-nungas mon cœur balance (Knocked Out by My Nunga-Nungas)
4. À plus, choupi-trognon… (Dancing in My Nuddy Pants)
5. Syndrome allumage taille cosmos (…And That's When it Fell Off in My Hand - US : Away Laughing on a Fast Camel)
6. Escale au Pays du Nougat en Folie (…Then He Ate My Boy Entrancers)
7. Retour à la case égouttoir de l'amour (…Startled by His Furry Shorts)
8. Un gus vaut mieux que deux tu l'auras (Luuurve is a Many Trousered Thing…)
9. Le coup passa si près que le félidé fit un écart (Stop in the Name of Pants)
10. Bouquet final en forme d'hilaritude (Are These My Basoomas I See Before Me?)

## Résumé de l'histoire
Georgia a 14 ans, et sa vie est un enfer ! Non seulement celui qu'elle surnomme Super-Canon sort avec une cruche prénommée Lindsay, mais surtout, il y a cette chose au milieu de son visage : son nez.

## Présentation
Ce livre de 245 pages[réf. nécessaire] racontant la vie d'une adolescente comme les autres, est présenté comme un journal intime : mois par mois, jour par jour et même par heure. Georgia donne un titre à chacun de ses mois.

## Fiche technique
- Auteur : Louise Rennison
- Editeur : Gallimard
- Collection : Scripto
- Illustration : Claire Bretécher
- Traduction de l'anglais : Catherine Gibert

## Le film
Un film a été tiré du premier et du second tomes. Il est sorti en salles le 25 juillet 2008 en Angleterre (Angus, Thongs and Perfect Snogging). En France, il est sorti en DVD le 1er décembre 2009 sous le titre Le Journal intime de Georgia Nicolson.